# Siegfried Pfeiffer
Siegfried Pfeiffer (19 oktober 1883 - 15 februari 1959) was een Zwitsers voetballer die speelde als aanvaller.

## Carrière
Pfeiffer speelde gedurende zijn hele carrière voor FC Basel van 1899 tot 1919. Hij speelde in totaal 72 wedstrijden waarvan meer dan de helft testwedstrijden waren waarin hij 28 keer wist te scoren.
Hij speelde een interland voor Zwitserland waarin hij twee keer kon scoren. Op 5 april speelde ze tegen Duitsland ze wonnen met 5-3 in wat Duitslands eerste interland was. Hij is tevens de eerste Zwitser die tweemaal kon scoren in een wedstrijd ondanks dat in dezelfde wedstrijd Hans Kämpfer ook twee keer kon scoren viel van Kämpfer zijn tweede doelpunt na het tweede van Pfeiffer. Kämpfer scoorde in de 21e en 89e minuut en Pfeiffer in de 32e en 57e minuut.